# エクサエレトドン
エクサエレトドン ( Exaeretodon ) はキノドン類トラベルソドン科の属名であり、様々な形態を持つ多くの種が知られている。
アルゼンチンの三畳紀前期イスキグアラスト地層からはE. argentinus、E. frenguelliおよびE. vinceiが、ブラジルの三畳紀中期サンタマリア地層の一部からはE. majorおよびE. riograndensisが、インドの三畳紀前期マレリ地層からはE. statisticaeが、それぞれ出土している。全長1.8m以上の草食動物であり、餌をすり潰して食べることが特徴的である。（Dykes, Trevor. "TRIASSIC GOMPHODONTS; Traversodontidae, an internet directory". http://home.arcor.de/ktdykes/travers.htm#Exaeretodon. Retrieved 2007-07-29.参照）
ブラジル、パレオロッタジオパークから採集されたふくらはぎの骨の分析により、エクサエレトドンの母親は1回の妊娠で１～２頭の子供を出産していたと結論付けられた。また、エクサエレトドンの子供は脱落歯を有している。これは哺乳類の特徴であり、エクサエレトドンの子供が親による子育てを必要としていたことを意味する。青年期になると、脱落歯から永久歯へと生え変わる。